# ルリトラノオ属
ルリトラノオ属（学名：Pseudolysimachion）は、オオバコ科の1属である。北半球に約30種が分布し、穂状の花序をもつ種が多い。亜種や変種、品種が数多く存在し、判別が難しい。 
近縁のクワガタソウ属（Veronica）とは、染色体の基本数の違い、花冠の筒部が長いことなどから区別される。ちなみに、トラノオとは特定のグループを指す名称ではなく、トラの尾ッポが上を向いてピンと立ち上がっている様子から、そのような植物に広く使われている。

## クワガタソウ属への合一
なお、本属は、最新の分子系統解析の結果、オオバコ科クワガタソウ属に合一された。この場合、種の学名は、属名は Veronica となり、種小名、亜種名、変種名等は --um とある場合は、--a となる。 

## 種
日本の自生種には以下のものがある。
- P. linariifolium subsp. linariifolium ホソバトラノオ（ホソバヒメトラノオ）
- P. ogurae サンインクワガタ（サンイントラノオ）
- P. ornatum トウテイラン
- P. ovatum subsp. ovatum ヒロハヤマトラノオ[3]
  - subsp. kiusianum ツクシトラノオ（ヒロハトラノオ、ヒロバトラノオ）
    - var. kitadakemontanum キタダケトラノオ

  - subsp. maritimum エチゴトラノオ
    - f. canescens シラゲエチゴトラノオ

  - subsp. miyabei エゾルリトラノオ
    - var. japonicum ヤマルリトラノオ
    - var. villosum ビロオドトラノオ（ビロードトラノオ）
- P. rotundum var. rotundum（日本では確認されていない基変種）
  - var. petiolatum ヒメトラノオ
    - f. albiflorum シロバナヒメトラノオ

  - var. subintegrum ヤマトラノオ
- P. schmidtianum キクバクワガタ
  - subsp. schmidtianum 基亜種キクバクワガタ
    - f. albiflorum シロバナキクバクワガタ
    - f. candidum シラゲキクバクワガタ

  - subsp. senanense ミヤマクワガタ[4]エゾミヤマクワガタ

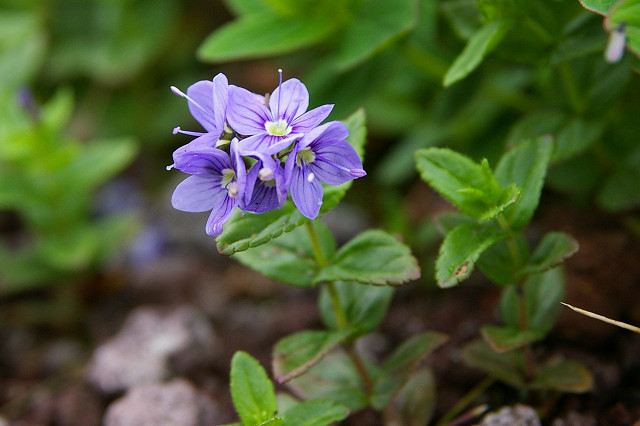
エゾミヤマクワガタ

    - f. daisenense ダイセンクワガタ[3][5]
    - var. shiragamiense シラガミクワガタ
    - f. tomentosum ミチノククワガタ
    - var. yezo-alpinum エゾミヤマクワガタ（エゾミヤマトラノオ）[6]
- P. sieboldianum ハマトラノオ（カントラノオ）
- P. subsessile ルリトラノオ
  - f. albiflorum シロバナルリトラノオ[3]
  - var. ibukiense イブキルリトラノオ

また、日本での栽培種や外来種として以下のものがある。
- P. linariifolium subsp. dilatatum オオホソバトラノオ （ホソバトラノオの亜種）
- P. longifolium - セイヨウトラノオ（カラフトルリトラノオ）